# Niels Klein

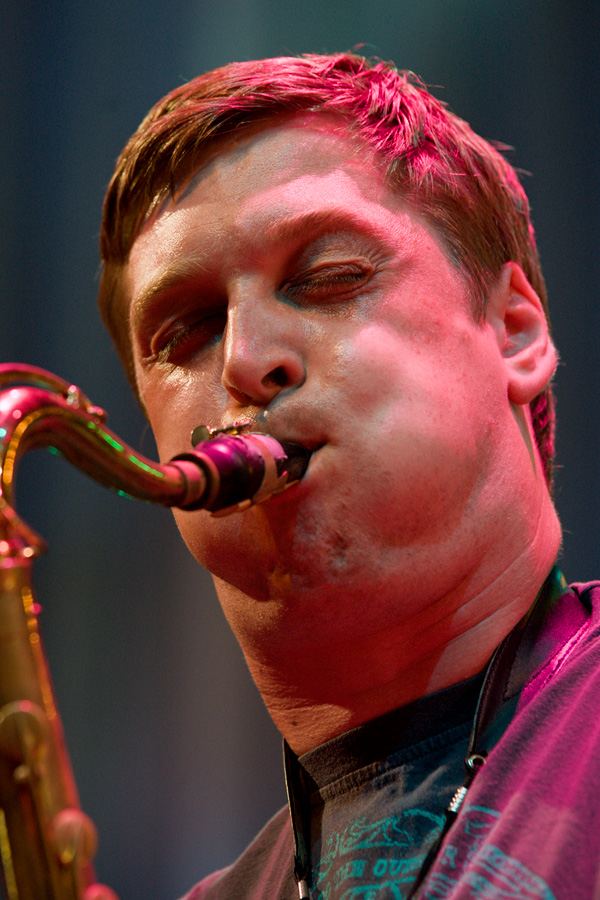
Niels Klein, Moers Festival 2010

Niels Klein (* 1978 in Hamburg) ist ein deutscher Jazzmusiker (Sopran- und Tenorsaxophon, Klarinette, Komposition).

## Leben und Wirken
Klein begann im Alter von dreizehn Jahren Saxophon zu spielen. Nach dem Abitur am Lothar-Meyer-Gymnasium in Varel studierte er ab 1998 an der Musikhochschule Köln Saxophon bei Frank Gratkowski und Claudio Puntin sowie Komposition und Arrangement. Von 1998 bis 2000 gehörte er als Solist und Komponist dem Bundesjazzorchester (BuJazzO) an. 2000 war er mit seinem Niels Klein Oktett Preisträger beim Jazzpodium Niedersachsen. Von 2001 bis 2009 war er Mitglied der Heavytones, der Band der Fernsehsendung TV total, mit der er Rock- und Popmusiker wie Lionel Richie, Busta Rhymes, Anastacia und Michael Bublé begleitet hat. Auf dem 2006 erschienenen Album heavytones No. 01 der Gruppe ist er mit einer Komposition vertreten.

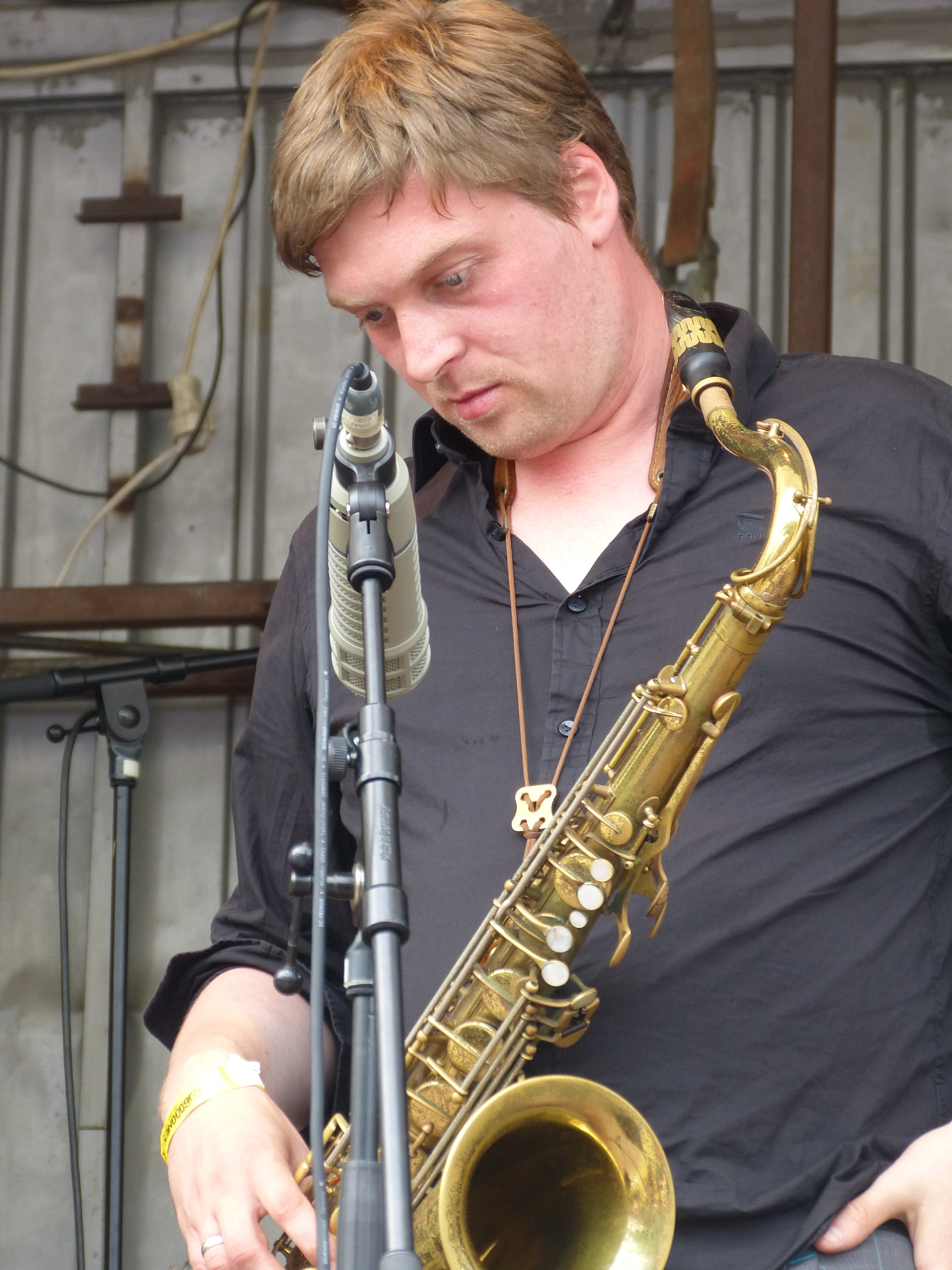
Niels Klein 2013 beim KLAENG-Sommerfestival im Odonien Köln

2002 trat er beim Festival Jazz Baltica als Coleader der Gruppe Firomanum auf. 2004 erhielt er den Förderpreis des Landes Nordrhein-Westfalen für Musik, und es erschien das erste Album des Niels Klein Trio (mit Dietmar Fuhr und Nils Tegen). 2005 stellte er im Auftrag des WDR das Niels Klein Tentett zusammen, für das er ein neunzigminütiges Programm komponierte, das beim Traumzeit-Festival Duisburg und beim Jazz Cologne Festival Köln aufgeführt wurde. Im gleichen Jahr komponierte er eine Messe für Chor und doppeltes Bläserquintett für das Ensemble O-Ton. Seine Third-Stream-Komposition Refractions, für die ihm der Europäische Komponistenpreis der Stadt Berlin zugesprochen wurde, wurde 2009 vom Bundesjazzorchester und dem Bundesjugendorchester gemeinsam uraufgeführt. 2011 erhielt er als Komponist den WDR-Jazzpreis.
Seit 2006 gestaltete Klein mit Oliver Leicht und Matthias Schriefl die Konzertreihe Jazz-O-Rama im Kölner Artheater. Er nahm an Tourneen und CD-Aufnahmen (2005) mit dem Frank Wingold Quartet („Clairvoyance“), Underkarl („Goldberg-Variationen“), Florian Ross („EightBall“) und dem James Choice Orchestra teil. 2008 leitete er das European Jazz Orchestra auf einer Europatournee; 2009 dirigierte er auch die NDR Bigband. Gemeinsam mit Jiggs Whigham leitet er seit 2011 das Bundesjazzorchester.
Als Sideman arbeitete er mit Toots Thielemanns, Jeff Hamilton, Nils Wogram, Albert Mangelsdorff, Bob Brookmeyer, Charlie Mariano, Peter Erskine, Vince Mendoza, Markus Stockhausen, Arkady Shilkloper, Victor Bailey und anderen zusammen.
Seit dem Wintersemester 2009/10 lehrte er auf einer Professur für Jazztheorie und Ensemble am Institut für Musik der Hochschule Osnabrück. Zum Wintersemester 2016/17 wurde er als Professor für Jazz-Saxophon an die Hochschule für Musik und Tanz Köln berufen.

## Diskographische Hinweise

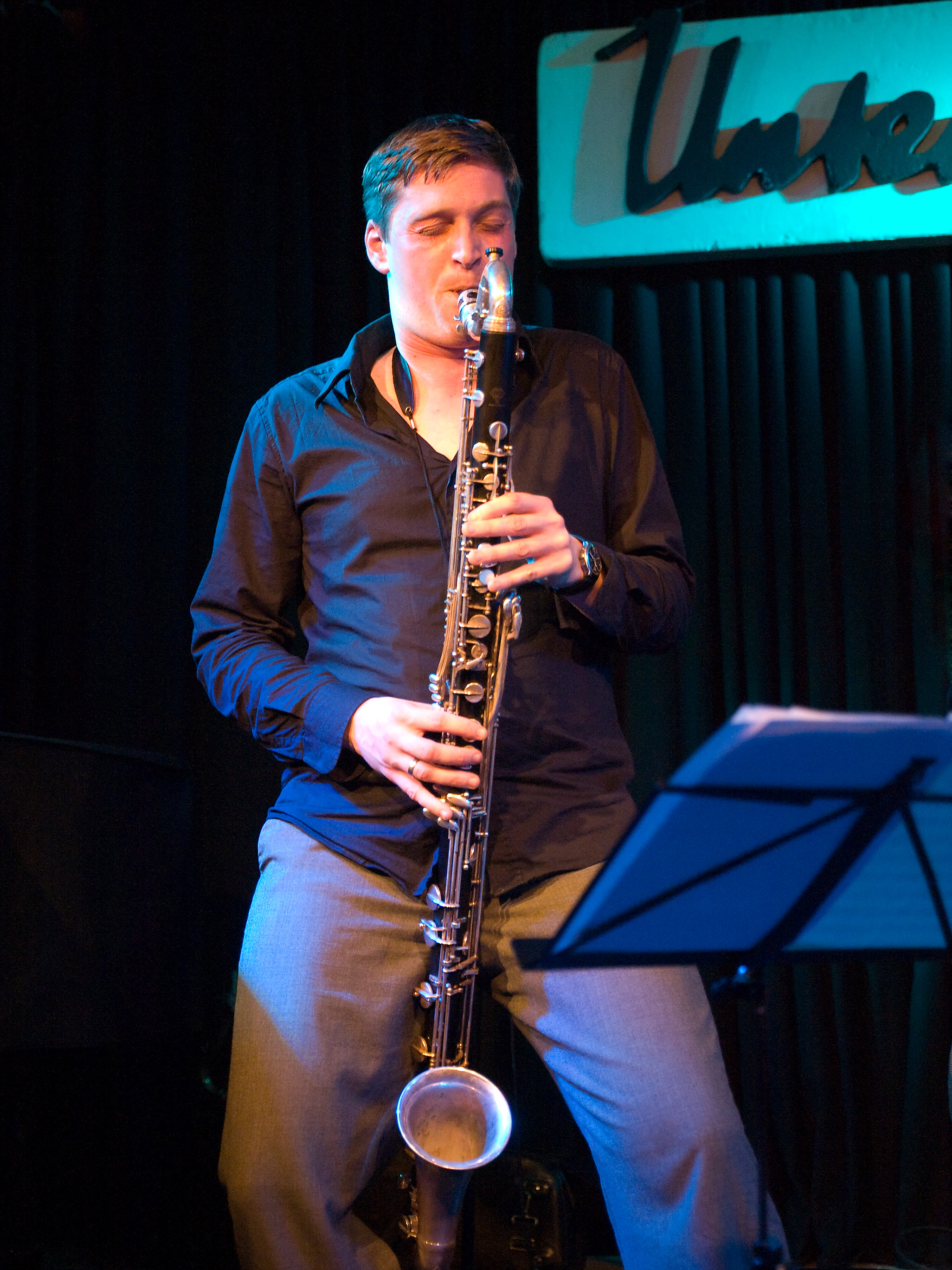
Niels Klein 2010

- Firomanum: Scope, mit Arne Jansen, Eva Kruse, Nils Tegen, 2004
- Niels Klein Trio: It only Took ..., mit Dietmar Fuhr, Nils Tegen, 2004
- Frank Wingold: Clairvoyance, 2006
- Niels Klein Tentett: The Last Soup mit Oliver Leicht, Steffen Schorn, Stephan Meinberg, Arkady Shilkloper, Matthias Muche, Frank Wingold, Wolf Kerschek, Dietmar Fuhr, Eric Schaefer, 2007
- Florian Ross: EightBall, 2007
- James Choice Orchestra: Live at Musik Triennale Köln, 2008
- Rüdiger Baldauf: Own Style, 2010
- Niels Klein Quartett, mit Pablo Held, Robert Landfermann, Jonas Burgwinkel, 2012
- Tubes and Wires, mit Lars Duppler, Hanno Busch, Jonas Burgwinkel, 2013 (ECHO Jazz 2015)[3]
- Loom, mit Stephan Meinberg, Matthias Schriefl, Ludwig Himpsl, Johannes Lauer, Mattis Cederberg, Wanja Slavin, Leonhard Huhn, Heiko Bidmon, Steffen Schorn, Pablo Held, Kathrin Pechlof, Dierk Peters, Frank Wingold, Robert Landfermann, Jonas Burgwinkel, 2015[4]
- Tubes and Wires: Life in Times of the Big Crunch, mit Lars Duppler, Hanno Busch, Jonas Burgwinkel, Friedrich Paravicini, 2017